# علی دیاب (بازیکن)
علی دیاب (عربی: علي دياب؛ زادهٔ ۲۳ مهٔ ۱۹۸۲) یک ورزشکار اهل سوریه است.
از باشگاه‌هایی که در آن بازی کرده‌است می‌توان به باشگاه فوتبال شانگهای گرینلند شنهوآ، الجیش سوریه، باشگاه ورزشی دهوک، باشگاه فوتبال الشرطه دمشق، باشگاه ورزشی الوحده سوریه، و تیم ملی فوتبال سوریه اشاره کرد.
وی همچنین در تیم ملی فوتبال سوریه بازی کرده است.